# Christine Merrill
Christine Sonali Merrill (* 20. August 1987 in Bakersfield) ist eine ehemalige sri-lankische Leichtathletin US-amerikanischer Herkunft, die sich auf den 400-Meter-Hürdenlauf spezialisiert hat.

## Sportliche Laufbahn
Erste internationale Erfahrungen sammelte Christine Merrill im Jahr 2011, als sie bei den Asienmeisterschaften in Kōbe in 57,30 s die Bronzemedaille hinter der Japanerin Satomi Kubokura und Yang Qi aus China gewann. Zudem nahm sie anschließend an den Weltmeisterschaften in Daegu teil und schied dort mit 57,05 s in der ersten Runde aus. Im Jahr darauf qualifizierte sie sich dann für die Olympischen Spiele in London, bei denen sie mit 57,15 s im Vorlauf ausschied. Bei den Leichtathletik-Asienmeisterschaften 2013 in Pune belegte sie in 59,72 s den vierten Platz im Hürdenlauf und erreichte mit der sri-lankischen 4-mal-400-Meter-Staffel in 3:39,54 min Rang fünf. Anschließend nahm sie erneut an den Weltmeisterschaften in Moskau teil, wurde dort aber in der Vorrunde disqualifiziert. In diesem Jahr stellte sie in Chula Vista auch mit 56,45 s einen Landesrekord auf. 2014 nahm sie an den Commonwealth Games in Glasgow teil, schied dort aber mit 58,65 s in der ersten Runde aus und im Jahr darauf bestritt sie in San Marcos ihren letzten Wettkampf und beendete daraufhin ihre Karriere als Leichtathletin im Alter von 27 Jahren.
2010 wurde Merrill sri-lankische Meisterin im 400-Meter-Hürdenlauf.

## Persönliche Bestzeiten
- 400 m Hürden: 56,45 s, 8. Juni 2013 in Chula Vista (sri-lankischer Rekord)